# Lehlohonolo Ledwaba
Lehlohonolo Ledwaba est un boxeur sud-africain, né le 27 juillet 1971 à Soweto et mort le 2 juillet 2021.

## Carrière
Champion d'Afrique du Sud des poids super-coqs entre 1995 et 1998, il remporte le titre vacant de champion du monde IBF de la catégorie le 29 mai 1999 après sa victoire aux points contre Cruz Carbajal. Ledwaba défend 5 fois sa ceinture aux dépens d'Edison Valencia Diaz (2 fois), Ernesto Grey, Arnel Barotillo et Carlos Contreras avant d'être mis KO au 6e round par Manny Pacquiao le 23 juin 2001.